# Julianna Guill
Julianna Guill (Winston-Salem, 7 luglio 1987) è un'attrice statunitense, conosciuta soprattutto per il film Venerdì 13.

## Biografia
È nata il 7 luglio 1987 a Winston-Salem, nella Carolina del Nord, dai genitori Ann e Earl Guill. Ha cominciato a ballare il jazz in tenera età e ha cantato nel coro della R.J. Reynolds High School, diplomandosi nel 2005. Inoltre ha fatto spettacoli teatrali e ha frequentato la New York University prima di andare a vivere a Los Angeles.
Il suo ruolo più noto è quello di Bree in Venerdì 13.

## Vita privata
Il 26 settembre 2015 ha sposato, con una cerimonia tenutasi a Martha's Vineyard, il produttore e scrittore Ben McMillan. La coppia ha avuto una figlia, nata nel 2017.

## Filmografia

### Cinema
- Be Good Daniel, regia di Chad Hartigan - cortometraggio (2004)
- Woodrow Wilson, regia di Ryan Hunter - cortometraggio (2005)
- 2 Dudes and a Dream, regia di Nathan Bexton (2009)
- Venerdì 13 (Friday the 13th), regia di Marcus Nispel (2009)
- Fired Up! - Ragazzi pon pon (Fired Up!), regia di Will Gluck (2009)
- Five Star Day, regia di Danny Buday (2010)
- Closing Time, regia di Brett Gursky - cortometraggio (2010)
- Costa Rican Summer, regia di Jason Matthews (2010)
- Altitude, regia di Kaare Andrews (2010)
- Crazy, Stupid, Love, regia di Glenn Ficarra e John Requa (2011)
- Dial M for Murder, regia di Dave Green - cortometraggio (2011)
- Blast Off, regia di Brian Lazzaro - cortometraggio (2011)
- A Green Story, regia di Nika Agiashvili (2012)
- Mine Games, regia di Richard Gray (2012)
- The Apparition, regia di Todd Lincoln (2012)
- Aspettando Alex (Alex of Venice), regia di Chris Messina (2014)
- Bad Night, regia di Chris Riedell e Nick Riedell (2015)
- Christmas Eve, regia di Mitch Davis (2015)
- Captain America: Civil War, regia di Anthony e Joe Russo (2016)
- Killing Poe, regia di Nathan Andrew Jacobs (2016)
- Lawless Range, regia di Sean McGinly (2018)

### Televisione
- One Tree Hill - serie TV, episodi 1x18-3x6 (2004-2005)
- CSI: Miami - serie TV, episodi 5x8-6x6 (2006-2007)
- CSI - Scena del crimine (CSI: Crime Scene Investigation) - serie TV, episodi 8x7 (2007)
- My Alibi - serie TV, 18 episodi (2008-2009)
- Road Trip: Beer Pong, regia di Steve Rash - film TV (2009)
- How I Met Your Mother - serie TV, episodi 5x4 (2009)
- My Super Psycho Sweet 16, regia di Jacob Gentry - film TV (2009)
- Cold Case - Delitti irrisolti (Cold Case) - serie TV, episodi 7x12 (2010)
- Sweety High - serie TV (2010)
- Incinta per caso (Accidentally on Purpose) - serie TV, episodi 1x15 (2010)
- 90210 - serie TV, episodi 2x12-2x14 (2009-2010)
- The Subpranos - serie TV, episodi 1x9-1x10 (2010)
- My Super Psycho Sweet 16 2, regia di Jacob Gentry - film TV (2010)
- Glory Daze - serie TV, 10 episodi (2010-2011)
- Community - serie TV, episodi 2x23 (2011)
- Psych - serie TV, episodi 6x6 (2011)
- Harry's Law - serie TV, episodi 2x22 (2012)
- Underemployed - Generazione in saldo (Underemployed) - serie TV, 7 episodi (2012-2013)
- Bad Samaritans - serie TV, 5 episodi (2013)
- Criminal Minds - serie TV, episodi 9x7 (2013)
- Cougar Town - serie TV, episodi 5x10 (2014)
- Selfie - serie TV, episodi 1x13 (2014)
- Quest for Truth, regia di James Roday Rodriguez - film TV (2016)
- Relationship Status - serie TV, episodi 1x7-1x11 (2016)
- Rush Hour - serie TV, episodi 1x6-1x10 (2016)
- Sognando Manhattan (Summer in the City), regia di Vic Sarin - film TV (2016)
- Sunset Ppl, regia di Adriano Valentini - film TV (2016)
- Rosewood - serie TV, episodi 2x10 (2017)
- The Mindy Project - serie TV, episodi 5x11 (2017)
- Becoming Bond, regia di Josh Greenbaum - documentario TV (2017)
- Psych: The Movie, regia di Steve Franks - film TV (2017)
- Girlfriends' Guide to Divorce - serie TV, 17 episodi (2014-2018)
- Into the Dark - serie TV, episodi 1x6 (2019)
- The Resident - serie TV, 11 episodi (2018-2019)
- Grounded for Christmas, regia di Amyn Kaderali - film TV (2019)
- Christmas on the Vine, regia di Paul A. Kaufman - film TV (2020)

## Doppiatrici italiane
Nelle versioni in italiano delle opere in cui ha recitato, Julianna Guill è stata doppiata da:
- Gemma Donati in Crazy, Stupid, Love, My Super Spycho Sweet 16, My Super Spycho Sweet 16 2
- Domitilla D'Amico in Venerdì  13
- Gaia Bolognesi in Psych
- Francesca Manicone in The Apparition
- Benedetta Ponticelli in Criminal Minds
- Letizia Scifoni in Sognando Manhattan